# Pilar Armanet
Pilar Armanet (n. 4 februarie 1950, Santiago de Chile) este o politiciană și diplomată din Chile. Între 2006 și 2009 a fost ambasadoarea Republicii Chile în Franța, iar între 2009 și 2010 a fost ministru de stat în guvernul chilian. În decembrie 2008 - decembrie 2010 a deținut și funcția de președinte al Congresului Uniunii Latine.